# Dictateur bienveillant

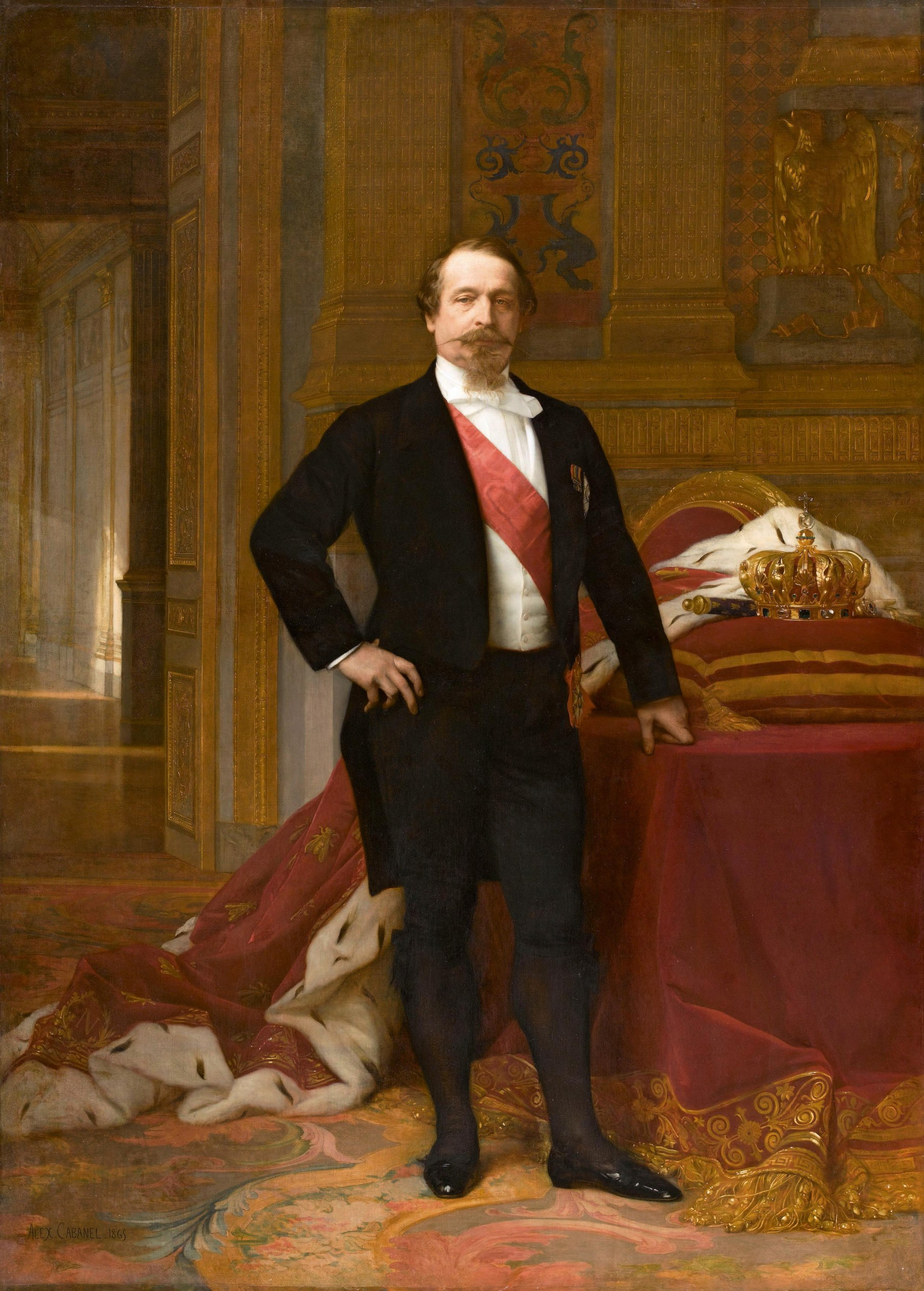
Portrait de Napoléon III par Alexandre Cabanel, un des dirigeants qualifiés de dictateur bienveillant.

Un dictateur bienveillant est un dirigeant dictatorial et autoritaire qui utilise ses pouvoirs pour améliorer le sort des gouvernés. Cette étiquette a été donnée à Napoléon Ier (1799-1815), Napoléon III (1848-1870), Mustafa Kemal Atatürk de Turquie (1923–1938),
Josip Broz Tito de la Yougoslavie (1953–1980),
Lee Kuan Yew de Singapour (1959–1990),
Abdel Karim Kassem de l'Irak (1958-1963) et
France-Albert René des Seychelles (1977–2004).
Mancur Olson décrit ainsi le dictateur bienveillant : « il n'est pas un loup qui dévore l'élan, mais plutôt le rancher qui s'assure que son troupeau est protégé et qui lui donne de l'eau »,.
Dans le monde contemporain, l'expression a été reprise pour qualifier Linus Torvalds, le créateur du système d'exploitation Linux.

## Liste de dirigeants considérés comme des «dictateurs bienveillants»
- Napoléon Ier, Premier Consul puis empereur en France (1799-1815)[1]
- Napoléon III, Président de la République puis empereur en France (1848-1870)[2]
- Mustafa Kemal Atatürk, président fondateur de la Turquie (1923–1938)[3]
- Josip Broz Tito, président de la Yougoslavie (1953–1980)[4]
- mohamad-reza pahlavi souverain absolu d'Iran (1953-1980)
- Lee Kuan Yew, Premier ministre de Singapour (1959–1990)[5]
- France-Albert René, président des Seychelles (1977–2004)[6]
- Hailé Sélassié, empereur d'Éthiopie (1930-1974)[8]

### Citations originales
1. ↑  (en) « not like the wolf that preys on the elk, but more like the rancher who makes sure his cattle are protected and are given water »